# Fuerte de San Pedro
El Fuerte de San Pedro es un presidio de origen novohispano del siglo XVI situado en Cebú, Bisayas Centrales en Filipinas.

## Historia
Fue construido durante los primeros años de administración española de las islas por orden de su primer gobernador y descubridor, Miguel López de Legazpi.
Se encuentra en la zona que ahora se llama Plaza de la Independencia, junto al muelle de la ciudad. Es el más pequeño y más antiguo bastión triangular del país. Su actual estructura se construyó en 1738 para repeler a los piratas moros de Mindanao. Contaba con varias dependencias, como in 
polvorín o cuarteles para la guarnición. 
A finales del siglo XIX también sirvió como bastión de los revolucionarios filipinos. Durante la ocupación norteamericana continuó con uso militar, denominándose Warwick barracks. De 1937 a 1941 fue empleado como centro educativo. Durante la II Guerra Mundial fue empleado por los ocupantes japoneses como refugio y hospital. A lo largo del siglo XX tuvo varios usos, tales como jardín y parque zoológico, y albergó oficinas administrativas, quedando algunas zonas del recinto en estado de abandono o ruina.
En la actualidad, está bajo el cuidado y la administración de la ciudad de Cebú como parque histórico. El terreno en el que se encuentra, sin embargo, es propiedad del Departamento de Medio Ambiente y Recursos Naturales. Una parte de la fortaleza es un museo que pueden visitar los turistas. Contiene artefactos, banderas y mapas de la época española, así como documentos, pinturas y esculturas. En la parte exterior hay una estatua de Miguel López de Legazpi y otra del cronista del viaje en que llegaron los españoles en 1565, Antonio Pigafetta.